# Siegfried Palm
Siegfried Palm (ur. 25 kwietnia 1927 w Barmen, obecnie Wuppertal, zm. 6 czerwca 2005 we Frechen) – niemiecki wiolonczelista i pedagog.

## Życiorys
W latach 1933–1945 uczył się gry wiolonczelowej pod kierunkiem swego ojca Siegfrieda Palma, wiolonczelisty w orkiestrze miejskiej Wuppertal. W latach 1950–1953 uczestniczył w letnich kursach mistrzowskich prowadzonych przez Enrico Mainardiego w Würzburgu, Salzburgu, Lucernie i Rzymie.
W latach 1977–1981 był dyrektorem generalnym Deutsche Oper Berlin. W 1982 został wybrany prezesem Międzynarodowego Towarzystwa Muzyki Współczesnej (ISCM), stanowisko to piastował do 1987; a w 1988 został prezesem niemieckiej sekcji tego Towarzystwa – Deutsche Gesellschaft für Neue Musik (GNM). Pełnił również funkcję prezesa European String Teachers Association (ESTA).

### Kariera artystyczna
Był pierwszym wiolonczelistą w orkiestrze miejskiej Lubeki (1945–1947) oraz w radiowych orkiestrach symfonicznych w Hamburgu (NDR Sinfonieorchester, 1947–1962) i  w Kolonii (WDR Sinfonieorchester, 1962–1968). 
Jako kameralista przez 12 lat występował z Hamann Quartet, specjalizującym się w nowej muzyce (1950–1962), następnie od 1965 w duecie z pianistą Aloysem Kontarskym, a w latach 1967–1973 w Trio Köln, ze skrzypkiem Maksem Rostalem i pianistą Heinzem Schröterem. Pod koniec lat 80. założył własne trio z pianistą Brunem Canino i skrzypkiem Saschko Gawriloffem.
Jako solista zyskał światowy rozgłos wykonując muzykę współczesną, zwłaszcza kompozycje uchodzące za niewykonalne. Odegrał wiodącą rolę w rozwoju techniki wiolonczelowej. Jego wykonania były inspiracją dla wielu kompozytorów, którzy pisali dla niego i często mu dedykowali swoje kompozycje, powierzając mu ich prawykonania – jak np. zaprzyjaźnieni z nim Bernd Alois Zimmermann: Canto di speranza (1957), Sonatę na wiolonczelę (1960), Concerto en forme de „pas de trois” (1966) Intercommunicazione (1967) i 4 kurze Studien na wiolonczelę (1970) oraz Krzysztof Penderecki: Sonatę na wiolonczelę i orkiestrę (1964), Capriccio per Siegfried Palm (1968) i Koncert wiolonczelowy (1972). 
Wśród innych słynnych kompozytorów, których utworów był prawykonawcą i często adresatem byli: Boris Blacher (Violoncello–Konzert), Wolfgang Fortner (Zyklus, New–Delhi–Musik), Johannes Fritsch (SUL B); Morton Feldman (Cello and Orchestra), Mauricio Kagel (Siegfriedp’), Rolf Liebermann (Essai 81), Iannis Xenakis (Nomos Alpha), György Ligeti (Koncert wiolonczelowy), Isang Yun (Nore, Glissées), Wolfgang Rihm (Monodram, Fremde Szene) i inni.
Grał na wiolonczeli Giovanniego Grancino z 1708.

### Działalność pedagogiczna
Od 1962 był profesorem w Hochschule für Musik und Tanz Köln, a w latach 1972–1976 dyrektorem tejże uczelni. Od 1962 wykładał na Międzynarodowych Letnich Kursach Nowej Muzyki w Darmstadcie, od 1966 w Królewskiej Akademii Muzycznej w Sztokholmie, w 1969 i 1972 w Dartmouth College w Hanover, w latach 1970–1990 na letnich kursach w Marlboro, w 1971 w Akademii Sibeliusa w Helsinkach, w 1972 na kursach w Breukelen.

## Nagrody i odznaczenia
- Deutscher Schallplattenpreis (1969, 1976)[2][5]
- Grand Prix du Disque (1972, 1975)[2][5]
- Chevalier du Violoncelle, Uniwersytet Indiany (1998/1999)[6]
- Krzyż Oficerski Orderu Zasługi RFN
- Krzyż Komandorski Orderu Zasługi RFN
- Order Zasługi Nadrenii Północnej-Westfalii
- Oficer Orderu Sztuki i Literatury
- Kawaler Orderu Narodowego Zasługi (Francja)